# Stefan Bollinger

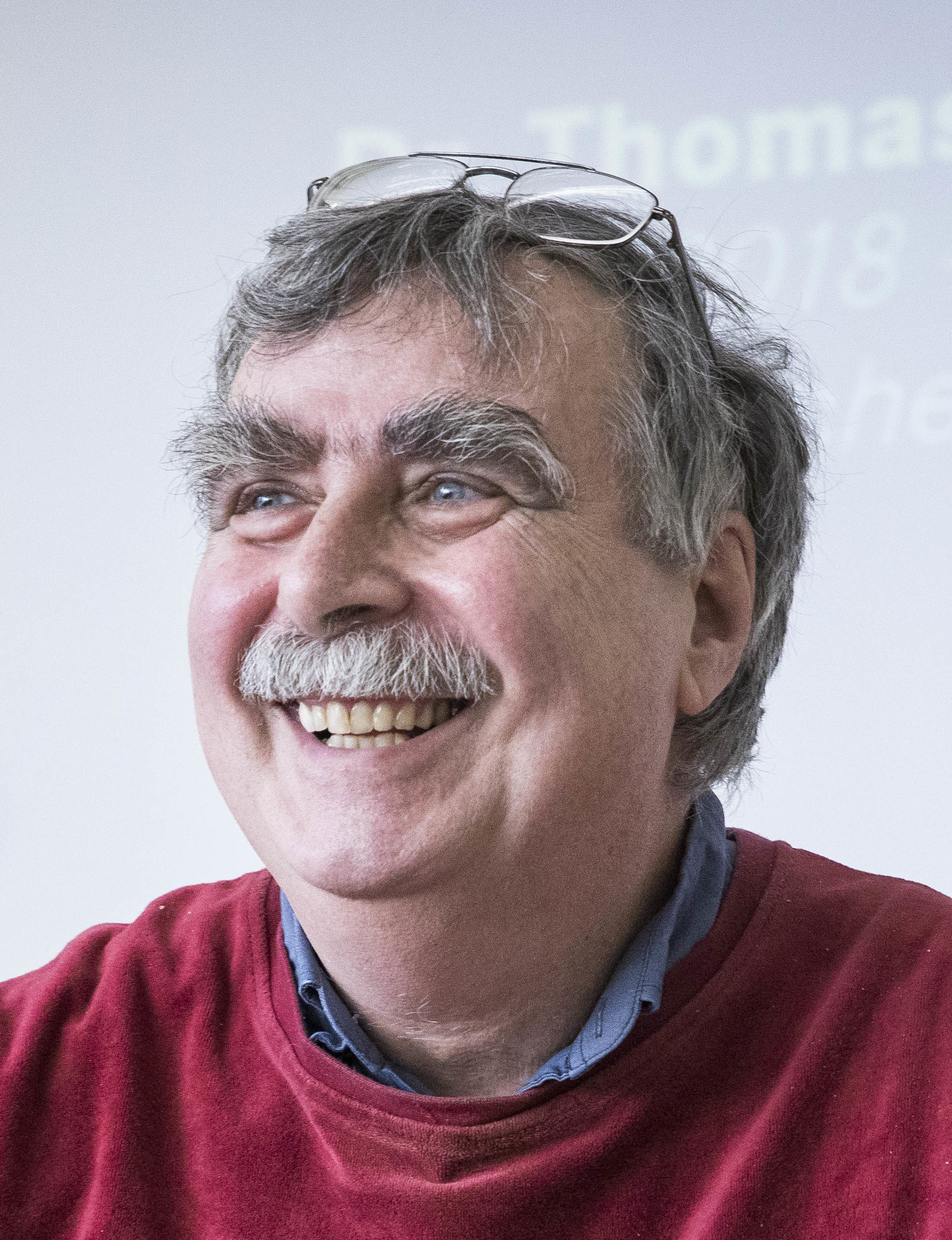
Stefan Bollinger, 2018

Stefan Bollinger (* 30. August 1954 in Ost-Berlin) ist ein deutscher Politikwissenschaftler und Historiker. Schwerpunkte seiner Arbeit sind die DDR und die Deutsche Wiedervereinigung.

## Leben und Wirken
Nach einem Studium der Philosophie, Politikwissenschaft und Geschichte an der Humboldt-Universität zu Berlin promovierte er 1983 über Fragen der sowjetischen Innenpolitik der frühen 1920er Jahre zum Dr. sc. phil. Seine Habilitation 1986 behandelte die Neuen Sozialen Bewegungen in der Bundesrepublik. Nach der deutschen Wiedervereinigung wurde er an der Humboldt-Universität entlassen. Bollinger erhielt später aber Lehraufträge am Otto-Suhr-Institut der Freien Universität Berlin zu Themen DDR und Wiedervereinigung. 
Bollinger ist Mitglied der Historischen Kommission der Partei Die Linke und der Leibniz-Sozietät sowie stellvertretender Vorsitzender des Vereins „Helle Panke“ e.V. – Rosa-Luxemburg-Stiftung Berlin. Er lebt und arbeitet in Berlin.

## Schriften
- (2022): Die Russen kommen! Wie umgehen mit dem Ukrainekrieg? Über deutsche Hysterie und deren Ursachen. verlag am park, Berlin, ISBN 978-3-89793-347-7.
- (2018): November '18. Als die Revolution nach Deutschland kam. edition ost, Berlin, ISBN 978-3-360-01884-7.
- (2017): Lenin. Theoretiker, Stratege, marxistischer Realpolitiker. Papyrossa, Köln, ISBN 978-3-89438-656-6.
- (2017): Oktoberrevolution. Aufstand gegen den Krieg 1917–1922. edition ost, Berlin, ISBN 978-3-360-01882-3.
- (2016): Meinst du, die Russen wollen Krieg? Über deutsche Hysterie und deren Ursachen. verlag am park, Berlin, ISBN 978-3-945187-59-3.
- (als Hrsg.) (2009): Linke und Nation. Klassische Texte zu einer brisanten Frage. Promedia Verlag, Wien, ISBN 3-85371-302-5.
- (2007) Die Oktoberrevolution im Widerstreit – Hoffnungen und Irrwege. (Pankower Vorträge 106), Helle Panke, Berlin.
- (als Hrsg.) (2004): Imperialismustheorien. Historische Grundlagen für eine aktuelle Kritik. Promedia, Wien, ISBN 3-85371-225-8.
- (als Hrsg.) (2004): Das letzte Jahr der DDR. Zwischen Revolution und Selbstaufgabe. Dietz, Berlin, ISBN 3-320-02047-1.
- (mit Fritz Vilmar), als (Hrsg.) (2002): Die DDR war anders. Kritische Würdigung ihrer wichtigen sozialkulturellen Einrichtungen. Forschungsgruppe Kritische Analyse der Vereinigungspolitik am Institut für Politikwissenschaft der FU Berlin, ISBN 3-360-01036-1.
- (als Hrsg.) (2002): Deutsche Einheit und Elitenwechsel in Ostdeutschland. Trafo-Verlag Weist, Berlin. ISBN 3-89626-381-1.
- (1999): 1989 – eine abgebrochene Revolution. Verbaute Wege nicht nur zu einer besseren DDR? Trafo-Verlag Weist, Berlin, ISBN 3-89626-195-9.
- (1995): Dritter Weg zwischen den Blöcken? Prager Frühling 1968: Hoffnung ohne Chance. Trafo-Verlag Weist, Berlin, ISBN 3-930412-78-0.
- (mit Bernhard Maleck) (1987): Denken zwischen Utopie und Realität. Weltanschauliche Positionen der Alternativ- und Ökologiebewegung in der BRD. Dietz, Berlin (DDR), ISBN 3-320-00794-7.